# Опанасюк Юрій Володимирович
Опанасю́к Ю́рій Володи́мирович (4 грудня 1961 — 1 червня 2005, Київ) — засновник, науковий керівник Інституту прогресивних стоматологічних технологій, головний стоматолог МОЗ України, президент Асоціації стоматологів України, Заслужений лікар України, кандидат медичних наук.

## Біографія
Народився 4 грудня 1961 року. Після закінчення восьмирічної школи навчався в Житомирському медичному училищі за спеціальністю «зуботехнічна справа», а потім Івано-Франківському медичному інституті за спеціальністю «стоматологія». Обидва закінчив з «відзнакою». Ще в ході навчання відзначився своїми лідерськими якостями та здатністю до організаторської роботи: був студентським деканом стоматологічного факультету, старостою курсу, членом Ректорату та Вченої Ради інституту. Після закінчення інституту займався викладацькою діяльністю на кафедрі ортопедичної стоматології. Захистив кандидатську дисертацію на тему «Клініко-експериментальне обґрунтування раціональних методів лікування незнімними конструкціями зубних протезів».
В ході своєї роботи зіткнувся з необхідністю управлінської діяльності і отримав другу вищу економічну освіту за спеціальністю «Менеджмент організації охорони здоров'я», закінчивши з «відзнакою» Європейський університет фінансів, інформаційних систем, менеджменту і бізнесу.
З групою однодумців організував «Відділення конструктивної та реконструктивної стоматологічної терапії» Центральної міської клінічної лікарні Києва та очолював його.

Могила Юрія Опанасюка.

У 1999 році спільно з колективом колег створив товариство з обмеженою відповідальністю «Інститут прогресивних стоматологічних технологій». Велику увагу приділяв розробці нормативно-правових актів по стоматології, нових організаційних підходів в післядипломній освіті, займався науковою діяльністю, брав активну участь у роботі міжнародних стоматологічних конференцій та виставок, співпрацював з міжнародними стоматологічними організаціями та університетами світу. Саме йому належить ідея створення Музею української стоматології для майбутніх поколінь.
Автор 24 наукових робіт та 6 державних патентів на винаходи, три з них — на власні конструкції незнімних зубних протезів.
За вибором киян у 2003 році йому було присвоєно почесне звання «Киянин року — 2003» в номінації «Медицина».
У 2004 році був нагороджений орденом «За розбудову України» ім. Михайла Грушевського IV ступеня.
24 лютого 2005 року Юрій Опанасюк був обраний президентом Асоціації стоматологів України.
Застрелений 1 червня 2005 року в своєму робочому кабінеті своїм помічником Олегом Морозом. Похований на Берковецькому кладовищі Києва.

## Пам'ять
1 червня 2006 року в Києві, на будівлі Інституту прогресивних стоматологічних технологій за адресою вулиця Хрещатик, 44в встановлено меморіальну дошку (бронза, барельєф).